# Zeuxine
Genre
Classification phylogénétique
Zeuxine est un genre d'orchidées comptant une centaine d'espèces. 

## Description
Orchidées terrestres à fleurs campanulées voir tubulaires.

## Répartition
Afrique, Asie, Océanie.

## Liste d'espèces
- Zeuxine affinis (Lindl.) Benth. ex Hook.f. (1890)
- Zeuxine africana Rchb.f. (1867)
- Zeuxine agyokuana Fukuy. (1934)
- Zeuxine amboinensis (J.J.Sm.) J.J.Sm. (1904)
- Zeuxine andamanica King & Pantl. (1897)
- Zeuxine assamica I. Barua & K. Barua (1997)
- Zeuxine ballii P.J. Cribb (1977)
- Zeuxine bidupensis Aver. (2006)
- Zeuxine bifalcifera J.J.Sm. (1928)
- Zeuxine blatteri C.E.C. Fisch. (1928)
- Zeuxine bougainvilleana Ormerod (2002)
- Zeuxine clandestina Blume (1858)
- Zeuxine cordata (Lindl.) Ormerod (2002)
- Zeuxine curvata Schltr. (1922)
- Zeuxine debrajiana Sud.Chowdhury (1996)
- Zeuxine dhanikariana Maina, Lalitha & Sreek. (2001)
- Zeuxine diversifolia Ormerod (2002)
- Zeuxine elatior Schltr. (1911)
- Zeuxine elmeri (Ames) Ames (1938)
- Zeuxine elongata Rolfe (1891)
- Zeuxine erimae Schltr. (1905)
- Zeuxine exilis Ridl. (1906)
- Zeuxine flava (Wall. ex Lindl.) Trimen (1885)
- Zeuxine fritzii Schltr. (1915)
- Zeuxine gengmanensis (K.Y.Lang) Ormerod (2002)
- Zeuxine gilgiana Kraenzl. & Schltr. (1906)
- Zeuxine glandulosa King & Pantl. (1898)
- Zeuxine godefroyi Rchb.f. (1878)
- Zeuxine goodyeroides Lindl. (1840)
- Zeuxine gracilis (Breda) Blume (1858)
- Zeuxine grandis Seidenf. (1978)
- Zeuxine hahensis J.J.Sm. (1927)
- Zeuxine integrilabella C.S.Leou (1994)
- Zeuxine kantokeiensis Tatew. & Masam. (1932)
- Zeuxine kutaiensis J.J.Sm. (1931)
- Zeuxine lancifolia (Ames) Ormerod (1998)
- Zeuxine leucoptera Schltr. (1911)
- Zeuxine leytensis (Ames) Ames (1938)
- Zeuxine lindleyana T.Cooke (1988)
- Zeuxine longilabris (Lindl.) Trimen (1885)
- Zeuxine lunulata P.J. Cribb & J. Bowden (1979)
- Zeuxine macrorhyncha Schltr. (1921)
- Zeuxine madagascariensis Schltr. (1913)
- Zeuxine marivelensis (Ames) Ames (1938)
- Zeuxine membranacea Lindl. (1840)
- Zeuxine mindanaensis (Ames) Ormerod (2004)
- Zeuxine montana Schltr. (1905)
- Zeuxine nervosa (Wall. ex Lindl.) Benth. ex Trimen (1885)
- Zeuxine niijimai Tatew. & Masam. (1932)
- Zeuxine oblonga R.S. Rogers & C.T. White (1920)
- Zeuxine odorata Fukuy. (1936)
- Zeuxine ovata (Gaudich.) Garay & W. Kittr. (1985)
- Zeuxine palawensis Tuyama (1939)
- Zeuxine palustris Ridl. (1910)
- Zeuxine pantlingii Av. Bhattacharjee & H.J. Chowdhery (2006)
- Zeuxine papillosa Carr (1935)
- Zeuxine parvifolia (Ridl.) Seidenf. (1978)
- Zeuxine petakensis J.J.Sm. (1931)
- Zeuxine philippinensis (Ames) Amesi (1938)
- Zeuxine plantaginea (Rchb.f.) Benth. & Hook.f. ex Drake (1892)
- Zeuxine pulchra King & Pantl. (1896)
- Zeuxine purpurascens Blume (1858)
- Zeuxine reflexa King & Pantl. (1898)
- Zeuxine regia (Lindl.) Trimen (1885)
- Zeuxine reginasilvae Ormerod (2005)
- Zeuxine rolfiana King & Pantl. (1897)
- Zeuxine rupestris Ridl. (1870)
- Zeuxine sakagutii Tuyama (1936)
- Zeuxine samoensis Schltr. (1906)
- Zeuxine seidenfadenii Deva & H.B. Naithani (1986)
- Zeuxine stammleri Schltr. (1906)
- Zeuxine stenophylla (Rchb.f.) Benth. & Hook.f. ex Drake (1892)
- Zeuxine strateumatica (L.) Schltr. (1911)
- Zeuxine tenuifolia Tuyama (1936)
- Zeuxine tjiampeana J.J.Sm. (1910)
- Zeuxine triangula J.J.Sm. (1928)
- Zeuxine violascens Ridl. (1907)
- Zeuxine viridiflora (J.J.Sm.) Schltr. (1906)
- Zeuxine weberi (Ames) Ames (1938)
- Zeuxine wenzelii (Ames) Ormerod (2004)